# De Moivre-képlet

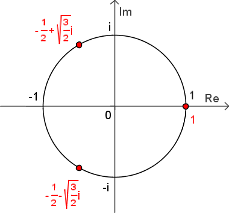
A harmadrendű egységgyökök ábrázolása

A De Moivre-képlet, amely Abraham de Moivre francia matematikusról kapta a nevét, azt mondja ki, hogy minden x komplex szám (sajátos esetben minden valós szám) és minden n egész szám esetén fennáll a
{\displaystyle \left(\cos x+i\sin x\right)^{n}=\cos \left(nx\right)+i\sin \left(nx\right).\,}
egyenlőség.
A képlet azért fontos, mert összeköti a komplex számokat a trigonometrikus függvényekkel.
Kifejtve a bal oldali kifejezést és összehasonlítva a valós és imaginárius részeket, levezethető cos(nx) illetve sin(nx) cos(x) és sin(x) függvényében. Ezen kívül, a képlet segítségével meg lehet határozni az n-edrendű egységgyököket, vagyis azokat a z komplex számokat, amelyekre zn = 1.

## Bizonyítás
Három esetet veszünk.
Ha n > 0, teljes indukciót használunk. Ha n = 1, az eredményt nyilvánvalóan igaz. Tételezzük fel tehát, hogy az eredmény igaz egy tetszőleges k egész szám esetén. Vagyis azt feltételezzük, hogy
{\displaystyle \left(\cos x+i\sin x\right)^{k}=\cos \left(kx\right)+i\sin \left(kx\right).\,}
Akkor n = k + 1 esetén:
{\displaystyle {\begin{alignedat}{2}\left(\cos x+i\sin x\right)^{k+1}&=\left(\cos x+i\sin x\right)^{k}\left(\cos x+i\sin x\right)\\&=\left[\cos \left(kx\right)+i\sin \left(kx\right)\right]\left(\cos x+i\sin x\right)\qquad \mathrm {az\ indukci{\acute {o}}s\ feltev{\acute {e}}s\ alapj{\acute {a}}n} \\&=\cos \left(kx\right)\cos x-\sin \left(kx\right)\sin x+i\left[\cos \left(kx\right)\sin x+\sin \left(kx\right)\cos x\right]\\&=\cos \left[\left(k+1\right)x\right]+i\sin \left[\left(k+1\right)x\right]\qquad \mathrm {a\ trigonometrikus\ azonoss{\acute {a}}gok\ alapj{\acute {a}}n} \end{alignedat}}}
Vagyis bebizonyítottuk azt, hogy amennyiben a képlet igaz k -ra, akkor igaz n = k + 1 -re is. A teljes indukció elve alapján következik, hogy az eredmény igaz lesz minden n≥1 pozitív egész szám esetében.
Ha n = 0 a képlet igaz, mivel {\displaystyle \cos(0x)+i\sin(0x)=1+i0=1}, és {\displaystyle z^{0}=1}.
Ha n < 0, vegyük azt az m pozitív egész számot, amelyre n = ‒m. Akkor
{\displaystyle {\begin{alignedat}{2}\left(\cos x+i\sin x\right)^{n}&=\left(\cos x+i\sin x\right)^{-m}\\&={\frac {1}{\left(\cos x+i\sin x\right)^{m}}}\\&={\frac {1}{\left(\cos mx+i\sin mx\right)}}\\&=\cos \left(mx\right)-i\sin \left(mx\right)\\&=\cos \left(-mx\right)+i\sin \left(-mx\right)\\&=\cos \left(nx\right)+i\sin \left(nx\right).\end{alignedat}}}
Vagyis a tétel igaz minden egész szám n-re.

## Alkalmazás
A képlet segítségével meghatározhatók egy komplex szám {\displaystyle n}-edik gyökei. Ha {\displaystyle z} egy komplex szám, melynek trigonometrikus alakja
{\displaystyle z=r\left(\cos x+i\sin x\right),\,}
akkor
{\displaystyle z^{1/n}=\left[r\left(\cos x+i\sin x\right)\right]^{1/n}=r^{1/n}\left[\cos \left({\frac {x+2k\pi }{n}}\right)+i\sin \left({\frac {x+2k\pi }{n}}\right)\right]}
akkor az {\displaystyle n} darab különböző gyök értékét úgy kapjuk, hogy sorra behelyettesítjük {\displaystyle k}-t egész értékekkel {\displaystyle 0} és {\displaystyle n-1} között.